# Le Mesnil-Aubert
Le Mesnil-Aubert ist eine französische Gemeinde mit 195 Einwohnern (Stand: 1. Januar 2022) im Département Manche in der Region Normandie. Sie gehört zum Arrondissement Avranches und zum Kanton Bréhal. 
Nachbargemeinden sind Quettreville-sur-Sienne im Nordwesten und Norden, Guéhébert im Nordosten, Lengronne im Südosten und Cérences im Südwesten.

## Bevölkerungsentwicklung
| Jahr      | 1962 | 1968 | 1975 | 1982 | 1990 | 1999 | 2008 | 2018 |
| --------- | ---- | ---- | ---- | ---- | ---- | ---- | ---- | ---- |
| Einwohner | 268  | 254  | 205  | 181  | 152  | 152  | 158  | 192  |

## Sehenswürdigkeiten

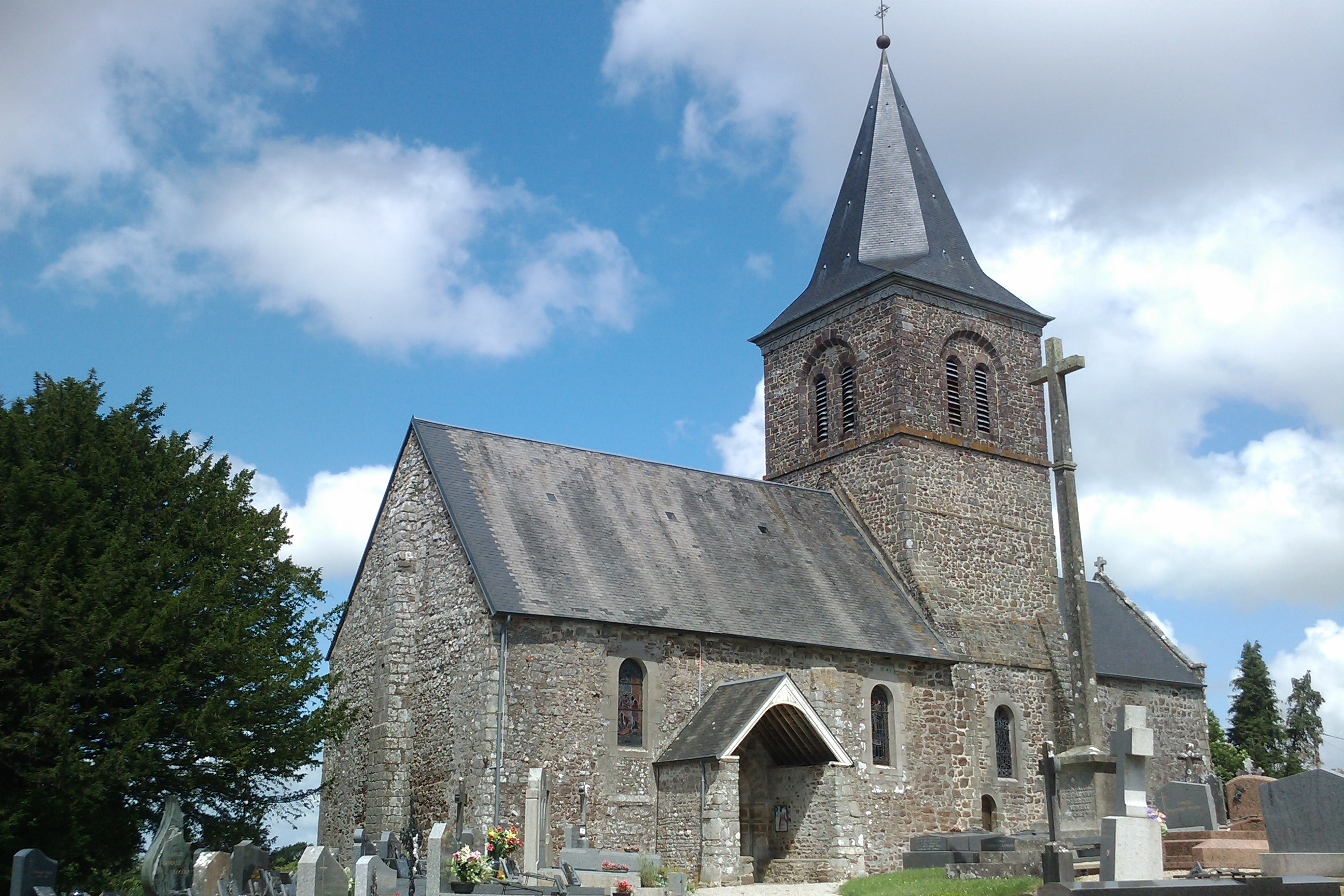
Kirche Saint-Pierre

- Kriegerdenkmal
- Kirche Saint-Pierre